# エージェントソフト
株式会社エージェントソフト (英: Agentsoft Co.,Ltd., 朝: 에이전트소프트)はソウル特別市に本社を置き、学生向け論文売買サイト「ハッピーキャンパス」の運営を主な事業とする韓国の企業。
日本法人は、株式会社AgentSoft。

## 事業
学生向けのサービス「ハッピーキャンパス」(英: HAPPYCAMPUS, 朝: 해피캠퍼스)を運営する。このサイトは個人が保持する知識の取引を可能にしたもので、著作権が本人に属するオリジナルの資料や書式、学校に提出したレポート、感想文、エッセイ、ESなどを販売することができる。利用者がアップロードした文書は運営側により著作権侵害がないか確認されてから登録される。登録されているレポートや資料は、サイト内検索を通して検索ができるようになっている。取引機能のほか、レポート、論文、小論文、感想文など各文書の作成方法の紹介や、他のユーザーとの交流、情報交換などの機能を持つ。
2007年にサービス開始。会員数約2万人以上が登録しており、レポート売買サイトの代表例として紹介されることもある。
資料登録イベントや、どっきりイベント等を不定期に開催している。学生間での略称はハピキャン である。

## 沿革
LG CNSに勤務ののち大学院に入学した創業者が、2000年3月に設立。レポート作成に苦労した自らの経験をもとに、6月「ハッピーキャンパス」をオープンした。翌年には有料化したが、数年で会員数は100万人を超え、事業は連年300%以上と急激に拡大した。2002年には中国支社を設立、2004年12月には日本でも「ハッピーキャンパス」のサイトを開設するなど、海外にも進出している。
- 2000年3月31日 - エージェントソフトを設立。
- 2006年1月 - 台湾支社設立[6]。